# Dicranota (Rhaphidolabis) idiopyga
Dicranota (Rhaphidolabis) idiopyga is een tweevleugelige uit de familie Pediciidae. De soort komt voor in het Palearctisch gebied.